# Purity Ring
Purity Ring (МФА: /ˈpjʊrɪti rɪŋ/) — канадский музыкальный коллектив, исполняющий электронную музыку. Образован в Монреале в конце 2010 года. В состав входят Меган Джеймс (вокал) и Корин Роддик (аранжировки).

## История
Меган Джеймс и Корин Роддик выросли в Эдмонтоне и были участниками коллектива Born Gold (в то время называвшегося Gobble Gobble).
Во время гастролей Роддик начал экспериментировать со стилями R&B и хип-хоп. Он попросил Меган записать вокал на треке «Ungirthed», после чего они объединились в группу Purity Ring и обнародовали песню в январе 2011 года.

В апреле 2012 года у дуэта был подписал контракт с лейблами 4AD и Last Gang Records (на территории Канады). Их дебютный альбом Shrines вышел 24 июля 2012 года, получив положительный отклик в музыкальной прессе.

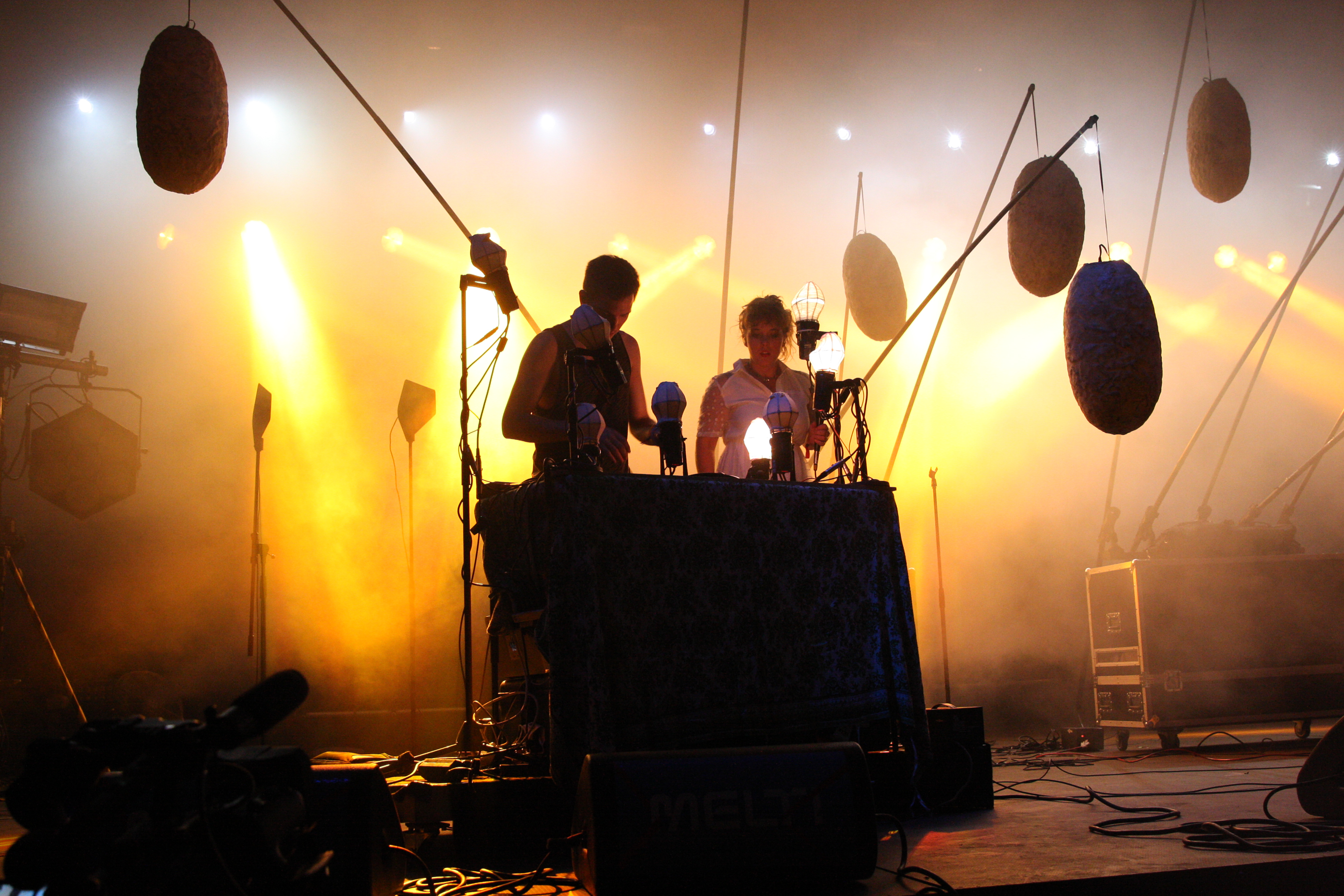
Purity Ring на выступлении в 2013

## Особенности
До создания группы Джеймс играла на фортепиано, а Роддик — на ударных, однако теперь в составе Purity Ring эти инструменты не являются основными для музыкантов.
На концертах Роддик использует специально изготовленную конструкцию в форме дерева, с помощью которой он создаёт звучание и освещение на сцене. Кроме того, во время выступлений оба участника облачены в одежды, специально разработанные и сшитые Меган Джеймс. Она же является автором слов, хотя изначально Джеймс не собиралась представлять публике свои тексты.

## Дискография

### Альбомы
- Shrines[англ.] (2012)

Трек-лист
1. «Crawlersout»
2. «Fineshrine»
3. «Ungirthed»
4. «Amenamy»
5. «Grandloves»
6. «Cartographist»
7. «Belispeak»
8. «Saltkin»
9. «Obedear»
10. «Lofticries»
11. «Shuck»

- Another Eternity[англ.] (2015)

Трек-лист
1. «Heartsigh»
2. «Bodyache»
3. «Push Pull»
4. «Repetition»
5. «Stranger than Earth»
6. «Begin Again»
7. «Dust Hymn»
8. «Flood on the Floor»
9. «Sea Castle»
10. «Stillness in Woe»

### Синглы
- «Ungirthed» (2011)
- «Lofticries» (2012)
- «Belispeak» (2012) сплит —  сингл с Braids[3]
- «Obedear» (2012)
- «Fineshrine» (2012)
- «Belispeak II» (2012) совместно с Дэнни Брауном
- «Amenamy» (2013)
- «Grammy» (2013)
- «25 bucks»  (2013) совместно с Дэнни Брауном
- «Amenamy» (Jon Hopkins Remix) (2013)
- «Push Pull» (2014)
- «Begin Again» (2015)
- «Bodyache» (2015)
- «Begin Again (Health Remix)» (2015)
- «Asido» (2017)